# Shrine Auditorium
Pour les articles homonymes, voir The Shrine.
Le Shrine Auditorium, est un complexe polyvalent remarquable de Los Angeles en Californie aux États-Unis. Il est également le siège du temple Al Malaikah, une division de la société maçonnique nord-américaine, les Shriners.

## Histoire
Ouvert en 1926, le Shrine Auditorium actuel a remplacé le précédent temple Al Malaikah de 1906 qui avait été détruit par un incendie le 11 janvier 1920. L'incendie a ravagé le bâtiment d'origine en trente minutes, et ce faisant, a failli tuer six pompiers. Le nouvel auditorium a été conçu dans le style néo-mauresque par l'architecte de théâtre, basé à San Francisco, G. Albert Lansburgh, associé aux architectes locaux John C. Austin et AM Edelman. À l'issue de sa construction l’auditorium propose une capacité de 1 200 places debout et 6 442 assises.
En 2002, l'auditorium a subi une rénovation de 15 millions de dollars qui a permis de moderniser sa scène avec des systèmes de montage et d'éclairage dernière génération. S'ajoutent à cette rénovation une nouvelle toiture, une climatisation à la fois pour l'auditorium et le centre d'exposition, des snacks modernisés, des toilettes supplémentaires, la réfection des peintures du centre expo, une aire de services aux nouvelles performances et un parking couvert. Le complexe tout entier suit le motif architectural marocain. Il a une capacité d'environ 6 300 personnes (à l'origine 6 700) et une scène de 59 m de large sur 21 m de profondeur. 
C'est dans cet auditorium que Michael Jackson fut gravement brûlé au deuxième et troisième degré au cuir chevelu le 27 janvier 1984, après l'explosion d'un fumigène, pendant le tournage d'une publicité pour la marque de soda Pepsi-Cola.
La salle accueille la cérémonie de remise des Oscars du cinéma en 1947, 1948, 1988, 1989, 1991, 1995, 1997, 1998, 2000 et 2001,,,.